# نسة غودهرمون جوكار (مارغون)
نسة غودهرمون جوکار (بالفارسية: نسه گودهرمون جوکار) هي قرية تقع في إيران في قسم مارغون الريفي. يقدر عدد سكانها بـ 22 نسمة بحسب إحصاء 2016.